# 2А26
Д-81 (Індекс ГРАУ 2А26) — радянська гладкоствольна танкова гармата. Розроблена у Свердловському ОКБ—9.

## Історія створення
З появою у потенційних супротивників Радянського Союзу нових танків M60 і Чіфтен, склалася думка, що з бронею цих танків гармати калібру 115 мм ефективно боротися не могли. 15 червня 1961 року відбулося засідання Державного комітету з оборонної техніки, на якому були визначені параметри нової гармати. Після розгляду проектів, запропонованих ОКБ-9, прийнятий був проект 125 мм танкової гармати Д—81. Гарматою пропонувалося оснастити танки Т-62 і «Об'єкт 432». 11 серпня 1962 року вийшла постанова Міністерства оборони про початок повномасштабних робіт по новій гарматі. Паралельно з гладкоствольним варіантом, велася робота над 122 мм нарізним варіантом Д—83. Нарізний і гладкоствольний варіанти повинні були відрізнятися один від одного тільки стволом. Розробка стабілізатора велася в ЦНДІ—173. До квітня 1963 року була готова і відправлена в Павлограда перша балістична установка Д—81БЛ, встановлена на лафет 203-мм гаубиці Б-4. Для установки в танк «Об'єкт 432» в липні 1963 року було відправлено балістичну установка Д-81БТ. До квітня 1964 року Заводом № 9 були виготовлені п'ять зразків Д-81. Два екземпляри були відправлені до Харкова для установки на «Об'єкт 432», ще два — в Нижній Тагіл для монтажу в «Об'єкт 167». П'ятий екземпляр був залишений на заводі для випробувань. Для відпрацювання пострілів до кінця квітня 1964 року в ЦНДІ—24 був доставлений перший зразок танка з 125 мм гарматою. За результатами випробувань був підібраний єдиний заряд для кумулятивних і осколково-фугасних снарядів. Після порівняння результатів випробувань гармат Д—81 і Д—83, вибір був зроблений на користь першої. 20 травня 1968 року, гармата Д—81 була прийнята на озброєння під позначенням 2А26 в складі Середній танк «Об'єкт 434».

## Опис конструкції
Основними складовими 2А26 були: ствол, який складався з труби, яка скріплюється кожухом у каморній частині, казенник і ежектор. У гарматі використовувався затвор горизонтально—клинового типу і напівавтоматика скалочного типу. Ударно—спусковий механізм складався з електричного спуску і електрозапального пристрою. Ствольна група кріпилася в суцільнолитий люльці обойменного типу. Завдяки поєднанню осі цапф з центром тяжкості гармати частина гармати, яка коливається була врівноважена у вертикальній площині. В обоймах казенника кріпилися циліндри гідравлічних противідкатних пристроїв. Максимальна довжина відкату становила 340 мм.

### Боєприпаси
| Таблиця ТТХ пострілів, які використовують для стрільби з гармати 2А26 |                |               |                   |                  |                 |                        |
| Індекс пострілу                                                       | Індекс снаряда | Індекс заряду | Вага пострілу, кг | Вага снаряда, кг | Вага заряду, кг | Бронепробиття, мм/град |
| Бронебійні підкаліберні снаряди                                       |                |               |                   |                  |                 |                        |
| 3ВБМ3                                                                 | 3БМ9/3БМ10     | 4Ж40          | 19,6              | 5,67             | 5,0/5,0+3,4     | 245/0°                 |
| 3ВБМ6                                                                 | 3БМ12/3БМ13    | 4Ж40          | 19,6              | 5,67             | 5,0/5,0+3,4     |                        |
| 3ВБМ7                                                                 | 3БМ15/3БМ18    | 4Ж40          | 20,0              | 5,9              | 5,0/5,0+3,4     | 400/0°                 |
| 3ВБМ8                                                                 | 3БМ17/3БМ18    | 4Ж40          | 20,0              | 5,9              | 5,0/5,0+3,4     |                        |
| 3ВБМ9                                                                 | 3БМ22/3БМ23    | 4Ж40          | 20,2              | 6,55             | 5,0/5,0+3,4     |                        |
| 3ВБМ11                                                                | 3БМ26/3БМ27    | 4Ж63          | 20,43             | 7,05             | 5,3/5,3+2,9     |                        |
| Бронебійні кумулятивні снаряди                                        |                |               |                   |                  |                 |                        |
| 3ВБК7                                                                 | 3БК12(М)       | 4Ж40          | 29,0              | 19,0             | 5,0             | 220/60°                |
| 3ВБК10                                                                | 3БК14(М)       | 4Ж40          | 29,0              | 19,0             | 5,0             |                        |
| 3ВБК16                                                                | 3БК18(М)       | 4Ж40          | 29,0              | 19,0             | 5,0             |                        |
| Осколково-фугасні снаряди                                             |                |               |                   |                  |                 |                        |
| 3ВОФ22                                                                | 3ОФ19          | 4Ж40          | 33,0              | 23,0             | 5,0             | —                      |
| 3ВОФ36                                                                | 3ОФ26          | 4Ж40          | 33,0              | 23,0             | 5,0             | —                      |
| Практичні кумулятивні снаряди                                         |                |               |                   |                  |                 |                        |
| 3ВП5                                                                  | 3П11           | 4Ж40          | 29,0              | 19,0             | 5,0             | -                      |
| Практичні осколково-фугасні снаряди                                   |                |               |                   |                  |                 |                        |
| 3ВП24                                                                 | 3П23           | 4Ж40          | 33,0              | 23,0             | 5,0             | —                      |
| Навчально-тренувальні снаряди                                         |                |               |                   |                  |                 |                        |
| 3ВПУ4                                                                 | 3ПУ12          | 4ПУ105        | 19,1              | 9,6              | -               | —                      |
| 3ВПУ5                                                                 | 3ПУ13          | 4ПУ105        | 28,5              | 19,0             | -               | —                      |
| 3ВПУ6                                                                 | 3ПУ14          | 4ПУ105        | 32,5              | 23,0             | -               | —                      |

## Модификації
- 2А26 — базова модифікація для установки в танк Т-64А
  - 2А26М — модифікована версія
  - 2А26М1 — модифікована версія
  - 2А26М2 — модифікована версія для встановлення в танк Т-72
  - 2А45 — дослідна 125 мм буксирувана протитанкова гармата Д-13 «Спрут-А»
  - 2А45М — дослідна 125 мм саморушна протитанкова гармата СД-13 «Спрут-Б»
  - 2А46 — 125 мм танкова гармата Д-81ТМ

### Виноски
1. ↑  Пробиття для підкаліберних снарядів вказано при дії на гомогенну сталеву броню на дальності 2000 м